# Marco Stiepermann
Marco Stiepermann (ur. 9 lutego 1991 w Dortmundzie) – niemiecki piłkarz występujący na pozycji pomocnika. Wychowanek Borussii Dortmund.